# Campionati africani di badminton 2012
I Campionati africani di badminton 2012 si sono svolti a Addis Ababa, in Etiopia, dal 26 al 28 febbraio 2012. È stata la 17ª edizione del torneo, organizzato dalla Badminton Confederation of Africa.

## Podi
| Evento              | Oro                             | Argento                       | Bronzo                               |
| Singolare maschile  | Jacob Maliekal                  | A Kashkal                     | Eneojo Joseph Abah                   |
| Singolare maschile  | Jacob Maliekal                  | A Kashkal                     | Jinkan Bulus                         |
| Singolare femminile | Grace Gabriel                   | Fatima Azeez                  | Stacey Doubell                       |
| Singolare femminile | Grace Gabriel                   | Fatima Azeez                  | Susan F Ideh                         |
| Doppio maschile     | Dorian James Willem Viljoen     | Jinkan Bulus Olaoluwa Fagbemi | Chris Dednam Enrico James            |
| Doppio maschile     | Dorian James Willem Viljoen     | Jinkan Bulus Olaoluwa Fagbemi | Eneojo Joseph Abah Victor Makanju    |
| Doppio femminile    | Annari Viljoen Michelle Edwards | Grace Daniel Susan F Ideh     | Shamim Bangi Margaret Nankabirwa     |
| Doppio femminile    | Annari Viljoen Michelle Edwards | Grace Daniel Susan F Ideh     | Michelle Butler-Emmett Stacey Doubel |
| Doppio misto        | Dorian James Michelle Edwards   | Enrico James Stacey Doubel    | Olaoluwa Fagbemi Susan F Ideh        |
| Doppio misto        | Dorian James Michelle Edwards   | Enrico James Stacey Doubel    | Georgie Cupidon Allisen Camille      |